# 木津谷泰勇
木津谷 泰勇（きつや たいゆう、1996年5月13日 - ）は、日本の歌手、タレント、俳優。ダンスボーカルユニット「MXV」のメンバー、「IVVY」の元メンバー。北海道札幌市出身。

## 略歴
- 高校卒業後に上京し[3]、ダンス・芸能系のレッスンに通っていたところ、コーヒー店でのアルバイト中に「IVVY（アイビー）」のメンバーたちが木津谷の店の前を通りがかり、出会う。
- 上記の縁をきっかけにして、2016年12月よりダンス＆ボーカルグループ「IVVY」に新メンバーとして加入。以後、メインパフォーマーとして活躍する[4] 。
- 2024年3月、舞台『ヒプノシスマイク』シリーズ有栖川帝統役にて、俳優として舞台作品に初出演する。
- 2024年12月25日のZeppShinjuku公演をもって、「IVVY」を解散。
- 2025年1月1日、IVVY元メンバーの5人でダンス＆ボーカルグループ「MXV（エムエックスブイ）」を結成。同日、Danmee株式会社に所属。

## 人物
- 身長：180cm、血液型：O型。兄弟はおらず、一人っ子。
- 趣味：ツーリング・散歩・ゲーム、特技：ダンス・振り付け
- 学生時代は陸上選手として北海道で3位を記録[5]、ダンスでは所属グループの楽曲振り付けも数多く担当する。
- アパレルブランド「Minnon（ミノン）」を立ち上げ、自身でプロデュースを行っている[2]。
- たびたび「人を笑わせる・笑顔にすることが好き」と語っており、MC仕事での話芸からIVVYでのパロディーキャラクター「マイクタイユウ」まで幅広くこなす[6]。

## ディスコグラフィー

### ソロ楽曲
| #   | リリース日    | 作品名         | 販売形態                 | 収録アルバム   | 備考  |
| --- | ------------- | -------------- | ------------------------ | -------------- | ----- |
| 1st | 2023年3月15日 | You Are My All | MONS7ER 生産限定盤 Disc2 | IVVY - MONS7ER | [ 7 ] |

## 出演

### 舞台
- 『ヒプノシスマイク -Division Rap Battle-』Rule the Stage -New Encounter-（東京・2024年3月1日 - 17日、品川プリンスホテル ステラボール ／ 大阪・4月4日 - 7日、COOL JAPAN PARK OSAKA WWホール） - 有栖川帝統 役[8]
- 『ヒプノシスマイク -Division Rap Battle-』Rule the Stage -Grateful Cypher-（2024年10月4日 - 14日、TOKYO DOME CITY HALL）  - 有栖川帝統 役[9]
- 『ヒプノシスマイク -Division Rap Battle-』Rule the Stage《Mix Tape1 Revenge》（2025年7月11日 - 27日、品川プリンスホテル ステラボール） - 有栖川帝統 役[10]
- 『ヒプノシスマイク -Division Rap Battle-』Rule the Stage《Division Jam Tour》vol.1（神奈川・2025年11月20日・21日、KT Zepp Yokohama ／ 大阪・11月27日・28日、Zepp Namba（OSAKA） ／ 北海道・12月5日、Zepp Sapporo） - 有栖川帝統 役[11]

### イベント
- Hypnosis Flava2@Mixalive トークイベント「DIVISION CROSS TALK」Fling Posse Ver.（2024年2月28日、Mixalive TOKYO）[12]
- 木津谷泰勇 Birthday Event「13IRTH」（2024年5月12日、unravel tokyo）[13]
- ネルケプランニング 30th ANNIVERSARY「ネルフェス2024」（2024年8月、日本武道館） -  有栖川帝統 役[14]
- 『ヒプノシスマイク-Division Rap Battle-』Rule the Stage -New Encounter- Cinema Edit 公開記念舞台挨拶（2024年9月4日、丸の内ピカデリー）[15]
- 『スマートさんぽ in 小田原 今井俊斗』DVD先行発売記念イベント（2024年10月19日、日仏会館ホール）- MC出演[16]
- 2024 TAICHI FAN EVENT ‘TAICHIと忘年会’（2024年12月16日、赤坂・熟成肉工房MUHAN）[17]
- 三井淳平ファンミーティング2025 in 東京（2025年4月6日、TOKYO FMホール）- ゲスト出演[18]
- 木津谷泰勇-生誕祭-（2025年5月31日、グレースバリ池袋本店）[19]
- 『ヒプノシスマイク -Division Rap Battle-』Rule the Stage《Hypnosis Delight Fes.》（2025年10月25・26日、Kanadevia Hall） - 有栖川帝統 役[20]

### 映画
- 『ヒプノシスマイク-Division Rap Battle-』Rule the Stage -New Encounter- Cinema Edit （2024年8月30日公開）[21]
- 『ヒプノシスマイク-Division Rap Battle-』Rule the Stage -Grateful Cypher- Cinema Edit （2025年3月21日公開）[22]